# Dasia semicincta
Dasia semicincta är en ödleart som beskrevs av  Peters 1867. Dasia semicincta ingår i släktet Dasia och familjen skinkar. Inga underarter finns listade i Catalogue of Life.